# Hennie Rietman
Hendrik Rietman, més conegut com a Hennie Rietman   (1923 - 1995), fou un pilot de motocròs neerlandès de renom internacional durant la dècada del 1950. Entre altres èxits, entre 1949 i 1953 guanyà cinc campionats dels Països Baixos de motocròs i un d'enduro. És especialment recordat a Itàlia, ja que fou el guanyador del primer motocròs internacional mai disputat en aquell país: el Motocross Internazionale di Imola, celebrat al Parco delle Acque Minerali d'aquella ciutat el 23 de maig de 1948.

## Trajectòria esportiva
Hennie Rietman va debutar en motocròs el 1946 amb una DKW de 125 cc que li havien deixat. Al llarg de la seva carrera, va pilotar motocicletes de diverses marques, quasi sempre en la cilindrada dels 500 cc: Matchless, Triumph, Saroléa, BSA i FN entre d'altres. Durant aquesta etapa, a banda dels campionats estatals que va guanyar, va obtenir diversos èxits arreu d'Europa, com ara per exemple la victòria a l'anomenat GP de l'Europe a Duinrell (Wassenaar) el 1950, el segon lloc al Gran Premi dels Països Baixos de 1955 a Norg, puntuable par al Campionat d'Europa de 500 cc, i diverses victòries en curses internacionals: Lichtenvoorde i Markelo el 1952, Motocross der Azen de Sint Anthonis el 1953 i 1954, etc.
Com a membre de l'equip dels Països Baixos participà en diverses edicions del Motocross des Nations, en dues de les quals pujà al podi individual en quedar-hi el tercer: 1949 i 1950. L'equip neerlandès format per ell, Jan Clijnk i Frans Baudoin hi aconseguí el tercer lloc per països a l'edició de 1955.
El 1958 va estar a punt de guanyar una cursa internacional a Geòrgia, llavors encara a l'URSS, però es va haver de retirar anant primer en trencar-se-li la cadena. El 1959, a quasi 37 anys, es va retirar definitivament de les competicions.